# Koblingen af menneskerettighederne på den danske udviklingsbistand
 Denne artikel bør gennemlæses af en person med fagkendskab for at sikre den faglige korrekthed.

I 1987 besluttede et næsten enstemmig folketing at koble menneskerettighederne og udviklingsbistandspolitikken sammen, sådan at den danske udviklingsbistand blev politiseret, en ting som politikkerne fra starten havde prøvet at undgå. 

## Baggrund
Som baggrund for folketingsbeslutningen ligger en række bistandspolitiske debatter, som var med til at sætte spørgsmålstegn ved den danske idé om at udviklingsbistand og politik ikke skal blandes sammen. Debatterne omhandlede forskellige emner som berørte koblingen. Uffe Ellemann-Jensen holdt i 1983 en tale hvor ham omtaler en ændring i den danske bistandspolitik. Han fremførte at den danske strategi ikke virkede og derfor burde laves om, sådan at der kom større fokus på at styrke de fattiges sociale kår. Efter det kom der de følgende par år nogle debatter om hvordan pengene til udviklingsbistanden bedst kunne bruges. Blandt andre ting blev der sat spørgsmål ved om Danmark fik nok ud af pengene, og at udviklingsbistandspengene skulle bruges sådan at Danmark fik en fordel ved det. Dertil kom der i 1985 debatten om hvorvidt Sydafrikas apartheidstyrer skulle udsættes for sanktioner fra dansk side. Det ville også medføre at udviklingshjælpen til landet ville stoppe. De grove krænkelser, som fandt sted i Sydafrika, tvang de danske politikere til at tage politisk stilling. Det kan ses i lyset af den internationale debat omkring Sydafrika. FN’s sikkerhedsråd havde besluttet at sanktionere Sydafrika og opfordrede sine medlemslande til det samme. EF havde også valgt at øge presset. 

## Folketingsbeslutningen
Folketingsbeslutningen blev vedtaget den 21 Maj 1987, med et stort flertal, og det var kun Fremskridtspartiet som stemte imod. 
De partier som stemte for og som talte for koblingen, blev påvirket af forskellige indflydelser udefra. Partierne blev influerende af blandt andet den danske befolknings holdning til udviklingsbistand, hvor der var en vilje til at man skal bruge bistanden ikke kun for at hjælpe økonomisk, men også en måde hvorpå man kan ændre på menneskerettigheds situationen i det pågældende modtagerland. Tiden spillede en stor rolle, da den øgede mediebevågenhed og de store katastrofer i hovedsageligt Afrika, har betydet at politikerne har været tvunget at til at tage emner op som berører menneskerettighederne. 
Det er muligt at se et pres fra USA som en påvirkning på at Danmark endte med at tage beslutningen om at koble menneskerettighederne på udviklingsbistanden. De prøvede internationalt at presse de vestlige lande til at bruge menneskerettighederne i udviklingsbistanden til at presse donorlandene. Det skete som et led i propagandakrigen under den kolde krig. 